# Autocesta A10
Autocesta A10 ili Neretvanska autocesta je najkraća autocesta u Hrvatskoj, dugačka 8,5 km. Povezuje autocestu A1 (Zagreb - Dubrovnik) s granicom Hrvatske i BiH u blizini Metkovića (granični prijelaz Nova Sela - Bijača) i dio je budućeg koridora 5c (Budimpešta - Ploče), najkraćeg spoja istočne Europe i Jadranskog mora. U promet je puštena 20. prosinca 2013., zajedno s dionicom Vrgorac - čvor Ploče - Karamatići autoceste A1.

## Povezivanje Hrvatske
Ova autocesta će preko buduće bosanskohercegovačke autoceste A1 biti povezana i s autocestom A5, tzv. Slavonskom autocestom, te s autocestom A3 (koridor 10). Time će zapravo njezina dodatna uloga biti i povezivanje sjevernog hrvatskog teritorija s južnim preko BiH.

## Izlazi i gradovi
| Čvorište Ploče – G. P. Nova Sela (8,5 km) |                                                |        |                           |                           |                                                         |                              |
| Dubrovačko-neretvanska županija           | (1)                                            | 0,0 km | Čvorište Ploče            |                           | → Split / Zadar / Karlovac / Zagreb                     | Otvorenje 20. prosinca 2013. |
| Dubrovačko-neretvanska županija           | Parkiralište                                   | 2,5 km | Odmorište Pojezerje       | Odmorište Pojezerje       | Odmorište Pojezerje                                     | Otvorenje 20. prosinca 2013. |
| Dubrovačko-neretvanska županija           | Zeleni most                                    | 4,1 km | Zeleni most Lib           | Zeleni most Lib           | Zeleni most Lib                                         | Otvorenje 20. prosinca 2013. |
| Dubrovačko-neretvanska županija           | Zabrana prolaska bez zaustavljanja – cestarina | 6,8 km | Naplatna postaja Čarapine | Naplatna postaja Čarapine | Naplatna postaja Čarapine                               | Otvorenje 20. prosinca 2013. |
| Dubrovačko-neretvanska županija           | (2)                                            | 7,3 km | Kula Norinska             |                           | Poveznica prema Novim Selima, Malom Prologu i Metkoviću | Otvorenje 20. prosinca 2013. |
| Dubrovačko-neretvanska županija           | Zabrana prolaska bez zaustavljanja – carina    | 8,6 km | G. P. Nova Sela           |                           | Granica s Bosnom i Hercegovinom                         | Otvorenje 20. prosinca 2013. |

## Vanjske poveznice
- Autocesta A10 na stranicama Hrvatske udruge koncesionara za autoceste s naplatom cestarine  Arhivirana inačica izvorne stranice od 24. rujna 2015. (Wayback Machine)
- HAC  Arhivirana inačica izvorne stranice od 8. prosinca 2018. (Wayback Machine)